# Chichester River
Chichester River är ett vattendrag i Australien. Det ligger i delstaten New South Wales, i den sydöstra delen av landet, omkring 180 kilometer norr om delstatshuvudstaden Sydney.
Trakten runt Chichester River består till största delen av jordbruksmark. Runt Chichester River är det mycket glesbefolkat, med 3 invånare per kvadratkilometer. Genomsnittlig årsnederbörd är 1 297 millimeter. Den regnigaste månaden är februari, med i genomsnitt 236 mm nederbörd, och den torraste är september, med 45 mm nederbörd.